# وارنر اسپرینگز (کالیفرنیا)
وارنر اسپرینگز (به انگلیسی: Warner Springs) یک منطقهٔ مسکونی در ایالات متحده آمریکا است که در شهرستان سن دیگو، کالیفرنیا واقع شده‌است. وارنر اسپرینگز ۹۵۴ متر بالاتر از سطح دریا واقع شده‌است.